# Karl von Korff
Karl von Korff (* 6. Oktober 1867 in Hajen; † 1956) war ein deutscher Anatom in Kiel, Tübingen und Argentinien.

## Leben
Karl von Korff begann an der Albert-Ludwigs-Universität Freiburg Medizin zu studieren. 1891 wurde er im Corps Hasso-Borussia recipiert. Als Inaktiver wechselte er an die Friedrich-Wilhelms-Universität zu Berlin und die Christian-Albrechts-Universität zu Kiel. 1895 wurde er in Kiel zum Dr. med. promoviert. Für eine Hamburger Reederei fuhr er 1896/97 als Schiffsarzt nach China und Japan. Danach ging er als Assistant zu Walther Flemming in der Kieler Anatomie. Bei ihm habilitierte er sich 1902 für Anatomie.
Am 26. Juni 1913 ersuchte er die Medizinische Fakultät der Eberhard Karls Universität Tübingen um Zulassung zur Habilitation. Da er in Kiel schon habilitiert war, erfolgte die Umhabilitation. Am 16. Juli 1913 erging die Genehmigung des Kgl. Württembergischen Ministeriums des Kirchen- und Schulwesens, v. Korff gemäß den Normen für die Habilitation von Privatdozenten vom 13. Februar 1909 die Erlaubnis zur Abhaltung von Vorlesungen im Fach Anatomie zu erteilen. Gleichzeitig wurde die Verleihung des Titels und Rangs eines außerordentlichen Professor eingeleitet. Die Verleihung von Titel und Rang eines außerordentlichen Professors erfolgte am 22. Juli 1913. Im Ersten Weltkrieg war v. Korff spätestens ab 1917 in einem Lazarett in Leipzig tätig. Im November 1918 teilte er der Universität Tübingen mit, dass er seine Arbeit in Tübingen wieder aufnehmen wolle, wenn er in die 2. Prosektur aufrücken könne. Die Verhandlungen zwischen Universität und Karl von Korff verliefen ergebnislos. Nachdem er der 1919 durch die Universität angeordneten Wiederaufnahme des Dienstes nicht nachgekommen war, verfügte das Ministerium des Volksstaats Württemberg 1919 die Entlassung. Als die Universität 1926 einen Prozess gegen von Korff anstrengen wollte, kamen die Schreiben an die zuvor bekannte Anschrift Korffs in Leipzig als unzustellbar zurück.

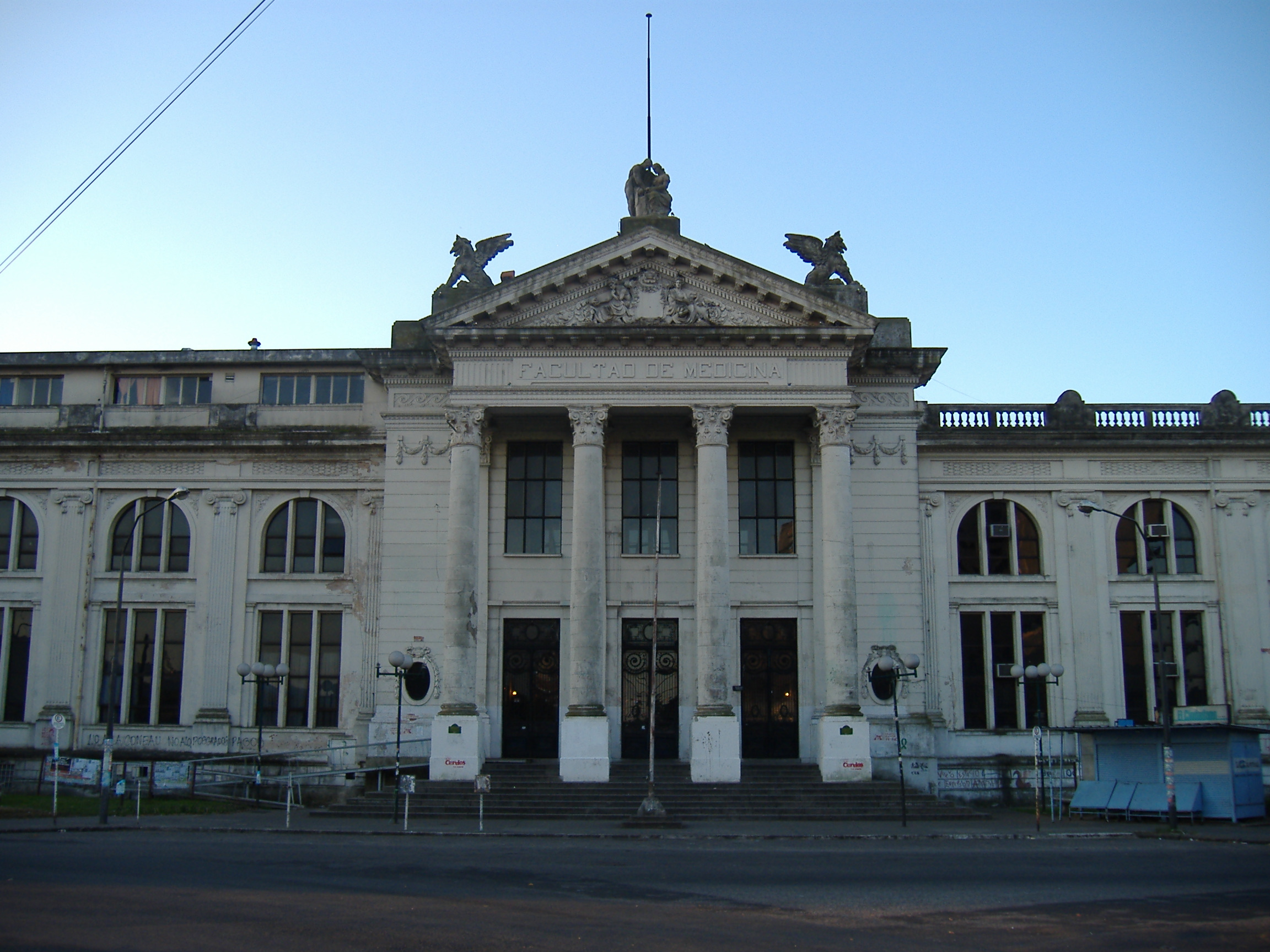
Gebäude der Medizinischen Fakultät in Rosario (Santa Fe)

Die Medizinische Fakultät der Universidad Nacional de Rosario berief ihn auf ihren Lehrstuhl für Anatomie. In der Histologie befasste sich v. Korff besonders mit der Ontogenetischen Entwicklung der Zähne.

## Werke
- Zur Histogenese der Spermien von Helix pomatia, 1899.[11]
- Die Entwicklung der Zahnbein- und Knochengrundsubstanz der Säugetiere, 1906.[12]
- Zur Histologie und Histogenese des Bindegewebes, besonders der Knochen- und Dentingrundsubstanz, 1907.[13]
- mit Viktor von Ebner-Rofenstein: Zur Lösung der Dentinfrage: Bemerkungen zu den Arbeiten. 1909.[14]